# Championnat d'Europe du kilomètre contre-la-montre masculin (juniors)
Le Championnat d'Europe du kilomètre masculin juniors est le championnat d'Europe du kilomètre contre-la-montre organisé annuellement par l'Union européenne de cyclisme pour les cyclistes âgés de 17 et 18 ans. Le championnat organisé depuis 2001, a lieu dans le cadre des championnats d'Europe de cyclisme sur piste juniors et espoirs.

## Palmarès
| Année | Or                   | Argent                | Bronze             |
| ----- | -------------------- | --------------------- | ------------------ |
| 2001  | Alois Kaňkovský      | Ruben Donet           | Alexei Tchounossov |
| 2002  | François Pervis      | Michael Seidenbecher  | Mickaël Murat      |
| 2003  | Filip Ditzel         | Kamil Kuczynski       | Anton Rudoy        |
| 2004  | Stoyan Vasev         | David Wilken          | Francesco Kanda    |
| 2005  | Maximilian Levy      | Dawid Glowacki        | David Wilken       |
| 2006  | David Daniell        | Jason Kenny           | Hodei Mazquiarán   |
| 2007  | Daniel Rackwitz      | David Alonso Castillo | Konrad Dąbkowski   |
| 2008  | Quentin Lafargue     | Thomas Bonafos        | Loris Paoli        |
| 2009  | Loris Paoli          | Krzysztof Maksel      | Nikolay Zhurkin    |
| 2010  | Julien Palma         | Rino Gasparrini       | Robert Kanter      |
| 2011  | Benjamin Edelin      | José Moreno Sánchez   | Benjamin König     |
| 2012  | Matthew Rotherham    | Alexander Dubchenko   | Jakub Vyvoda       |
| 2013  | Alexander Dubchenko  | Maximilian Dörnbach   | Thomas Copponi     |
| 2014  | Jiří Janošek         | Sam Ligtlee           | Aaron Reiss        |
| 2015  | Aleksandr Vasyukhno  | Maksim Piskunov       | Sam Ligtlee        |
| 2016  | Ayrton De Pauw       | Dawid Czubak          | Alejandro Martínez |
| 2017  | Pavel Perchuk        | Carl Hinze            | Jakub Šťastný      |
| 2018  | Jakub Šťastný        | Titouan Renvoisé      | Filip Prokopyszyn  |
| 2019  | Konstantínos Livanós | Daan Kool             | Matteo Bianchi     |
| 2020  | Noah Vandenbranden   | Laurin Drescher       | Willy Weinrich     |
| 2021  | Willy Weinrich       | Harry Ledingham-Horn  | Tom Sharples       |
| 2022  | Matěj Hytych         | Kenneth Meng          | Beñat Garaiar      |
| 2023  | Davide Stella        | Nolan Huysmans        | Jakob Vogt         |
| 2024  | Etienne Oliviero     | Luca Nissel           | David Peterka      |
| 2025  | Leonidas Rekowski    | Dmitrii Pavlovskii    | Julius Porthun     |